# Li Yang (judoka)
Li Yang (17 de octubre de 1993) es una deportista china que compite en judo. Ganó una medalla de bronce en el Campeonato Asiático de Judo de 2013 en la categoría de +78 kg.

## Palmarés internacional
| Campeonato Asiático | Campeonato Asiático | Campeonato Asiático | Campeonato Asiático |
| Año                 | Lugar               | Medalla             | Categoría           |
| ------------------- | ------------------- | ------------------- | ------------------- |
| 2013                | Bangkok (Tailandia) | Medalla de bronce   | +78 kg              |